# 鈴木出版
鈴木出版株式会社（すずきしゅっぱん）は、東京都千代田区に本社を置く出版社である。通称はすずき出版。絵本・児童書・仏教書・幼児教育図書の出版と保育用品の販売を主に行っている。

## 沿革
- 1954年1月29日 - 鈴木出版株式会社創設。ウォルトディズニープロダクション契約、ディズニー関連玩具の販売を開始。
- 1958年 - テレビ関連作として『ポパイ』『ひょっこりひょうたん島』『鉄腕アトム』等の作品を絵本シリーズ化して出版開始。
- 1963年 - 幼児教育図書の出版を開始。
- 1967年 - 保育雑誌・月刊絵本『こどものくに』創刊（4月号 / 全国書誌番号:00008811）。
- 1973年 - 月刊絵本『こどものくに・チューリップ版』が新創刊された事に伴い（全国書誌番号:00025572）、従来の方を『こどものくに・ひまわり版』（全国書誌番号:00025571）として並行して継続刊行。
- 1974年 - 知育教育玩具『ことばあそびセット』販売開始。
- 1976年 - 金の星社と提携し、『こどものくに傑作絵本シリーズ』として単行本化開始（発行：金の星社、制作：鈴木出版）。
- 1987年 - 月刊絵本『こどものくに・たんぽぽ版』創刊（全国書誌番号:00055973）。
- 1996年 - 中学生向け児童図書の出版開始。
- 2001年 - 『絵本の学校』（主催：おはなし絵本の会）開校。
- 2002年 - 『こどものくに』創刊35周年記念。
- 2003年 - 大型絵本の出版開始。
- 2004年 - 創業50周年記念。
- 2005年 - 海外児童図書の出版開始。
- 2008年 - 翻訳絵本シリーズ刊行開始。
- 2011年 - 『電子版 仏教コミックス全6巻』を発売。電子出版を開始。
- 2013年 - 幼年童話おはなしのくにシリーズ刊行開始
- 2018年 - 株式会社ウイルコホールディングスのグループ会社となる。